# Muži (film)
Muži je filmové drama USA z roku 1950, které bylo nominováno na Oscara za scénář. Trvá 85 minut.

## Základní údaje
- Režie: Fred Zinnemann
- Hrají: Marlon Brando, Teresa Wright, Jack Webb, DeForest Kelley, Virginia Christine